# Vandale
Vandale is een Nederlandse hardrock band.

## Geschiedenis
De Sittardse band werd opgericht in 1980. Het is een van de eerste bands die bekendheid kreeg met Nederlandstalige hardrock. De band bestaat uit (2024) gitarist Eddy Bopp, zang Marcel Van Den Berg, bassist Pat Merion. Tot medio 2019 was Bert van Klaveren zanger. De band heeft 4 albums uitgebracht: Schandale (1981), Stale Verhale (1982) BAM 2009 KanNieBale (2017).